# فرنسيسكو خافيير فلوريس
فرنسيسكو خافيير فلوريس (بالإسبانية: Javier Flores Ibarra)‏ (17 يناير 1994 بمدينة مكسيكو في المكسيك - ) هو لاعب كرة قدم مكسيكي في مركز الدفاع. شارك مع منتخب المكسيك تحت 17 سنة لكرة القدم ومنتخب المكسيك تحت 20 سنة لكرة القدم. أما مع النوادي، فقد لعب مع كروز آزول ونادي باتشوكا ونادي غوادالاخارا.

## وصلات خارجية
- فرنسيسكو خافيير فلوريس على موقع الاتحاد الدولي (مؤرشف)  (الإنجليزية)
- فرنسيسكو خافيير فلوريس على موقع إي إس بي إن إف سي (الإنجليزية)
- فرنسيسكو خافيير فلوريس على موقع قاعدة بيانات كرة القدم.إي يو (الإنجليزية)
- فرنسيسكو خافيير فلوريس على موقع Soccerway.com (الإنجليزية)
- فرنسيسكو خافيير فلوريس على موقع AS.com (الإسبانية)